# Massacre de Nir Yitzhak
Le massacre de Nir Yitzhak est commis le 7 octobre 2023, au début de l'invasion d'Israël par des terroristes du Hamas, dans le cadre des multiples attaques du Hamas contre Israël. Ceux-ci, après avoir pénétré en Israël à partir de la  bande de Gaza, perpètrent un massacre dans le kibboutz de Nir Yitzhak en Israël. Le bilan provisoire est de trois personnes tuées et au moins cinq personnes enlevées.

## Contexte
Le kibboutz de Nir Yitzhak est situé dans le conseil régional d'Eshkol, au nord-ouest du désert du Néguev, à proximité de la barrière de séparation entre Israël et Gaza. La communauté, fondée en 1949, compte 649 habitants en 2021.

## Attaque
Le 7 octobre 2023, vers sept heures, des dizaines de terroristes palestiniens appartenant à l'aile militaire du Hamas pénètrent dans le kibboutz de Nir Yitzhak. Passant de maisons en maisons, ils y perpétrent un massacre et assassinent les résidents. 
Au cours du massacre, les terroristes causent d'importantes destructions et pillent le matériel des maisons dans lesquelles ils s'étaient introduits.